# قايمية السفلي (دابوي الجنوبي)
قایمیة السفلی (بالفارسية: قایمیه سفلی) هي قرية تقع في إيران في قسم دابوي الجنوبی الريفي. يقدر عدد سكانها بـ 243 نسمة بحسب إحصاء 2016.